# Chimarrogale hantu
Espèce
Répartition géographique
Statut de conservation UICN

 NT  : Quasi menacé

Chimarrogale hantu est une espèce de musaraignes (mammifère de la famille des Soricidae). Observée seulement en Malaisie, dans la réserve Ulut Langsat, la Chimarrogale hantu est plutôt grande, avec une queue relativement longue, un corps et une tête fuselée, des yeux et des oreilles minuscules.
Les poils qui frangent ses pattes l'aide à se propulser. Sa fourrure est imperméable et, pour lui garder cette propriété, elle l'enduit régulièrement d'une huile sécrétée par sa peau. Déboisement, pollution et les pièges qu'on lui tend menacent son existence.
longueur : 8-12 cm
queue : 6-10 cm
poids : 30 g